# يوري غالانسكوف
يوري تيموفييفيتش غالانسكوف (بالروسية: Юрий Тимофеевич Галансков) ـ (موسكو، 19 يونيو 1939 ـ موردوفيا، 4 نوفمبر 1972) هو شاعر ومؤرخ وناشط حقوق إنسان ومنشق روسي. أسس وحرر مطبوعة ساميزدات سنوية سماها «العنقاء»، تسببت لاحقًا في اعتقاله وإيداعه معسكرات العمل القسري والمصحات العقلية.

## اعتقاله
في يناير 1967 اعتقلت الاستخبارات غالانسكوف وأربعة آخرين في يناير من العام ذاته، في أعقاب صدور العدد الثاني من العنقاء (الذي سماه «العنقاء 66»)، وفي عام 1968 صدر الحكم بسجن غالانسكوف سبع سنوات في أحد معسكرات العمل في موردوفيا، وقد اضطلع غالانسكوف أثناء سجنه بالدفاع عن حقوق رفاقه من السجناء، وكتب في سجنه ـ بالاشتراك مع رفيق سجنه وكفاحه ألكسندر غنزبورغ ـ خطابًا وصف فيه الأحوال المزرية وغلظة حراس الغولاغ، وقد نُشر هذا الخطاب في الغرب بعد تهريبه من روسيا.

## وفاته
وفقًا لما تسرب إلى جهات غربية آنذاك، أصيب غالانسكوف أثناء سجنه بقرحة هضمية نازفة، لم يُسمح له بتلقي العلاج اللازم لها في سجنه، وظل طعامه في السجن مؤلفًا من السمك المملح والخبز الأسود، وفي 4 نوفمبر 1972 توفي غالانسكوف إثر عملية جراحية أجراها له أحد رفاقه في السجن بعد أن نزفت قرحته، وكان زميله هذا طبيبًا سابقًا بالجيش لم يتلقّ تدريبًا جراحيًا. وكان غالانسكوف قد نجح ـ قبيل وفاته ـ في تهريب خطاب قال فيه: «إنهم يفعلون كل ما من شأنه التعجيل بموتي».